# Titularbistum Bistue
Bistue ist ein Titularbistum der römisch-katholischen Kirche. 
Es geht zurück auf ein früheres Bistum in der römischen Provinz Dalmatia bzw. Dalmatia Inferior in der Stadt Zenica, das der Kirchenprovinz Salona zugeordnet war.
| Titularbischöfe von Bistue |                                     |                                      |                  |                 |
| Nr.                        | Name                                | Amt                                  | von              | bis             |
| 1                          | Carl Kevin Moeddel                  | Weihbischof in Cincinnati (USA)      | 15. Juni 1993    | 25. August 2009 |
| 2                          | Theodorus Cornelis Maria Hoogenboom | Weihbischof in Utrecht (Niederlande) | 7. Dezember 2009 |                 |